# Museo de Samsun
El Museo de Samsun (en turco Samsun Müzesi) es uno de los museos de Turquía. Está ubicado en la ciudad de Samsun, situada en la provincia de su mismo nombre.
El museo se inauguró en 1981 y funcionó en un edificio del centro ferial de Samsun hasta que en 2017 se cerró para construir un nuevo edificio que reanudó la actividad museística en 2024.

## Colecciones
El museo contiene una colección de objetos que incluyen fósiles, piezas arqueológicas y elementos etnográficos.  
Entre los fósiles destacan los de mamut, de caracoles y erizos de mar, así como el de un tulipán marino.
La sección arqueológica abarca todos los periodos históricos a partir del Calcolítico. De los periodos más antiguos son importantes los hallazgos procedentes del montículo de İkiztepe. De las épocas clásica, helenística y romana se hallan sobre todo las obras procedentes de la antigua ciudad de Ámiso, entre las que destaca un gran mosaico con escenas mitológicas y el denominado tesoro de Ámiso, hallado en una cámara funeraria. También sobresale una punta de lanza de bronce, un cráneo de la Edad del Bronce antiguo con señales de que se le había practicado una trepanación y la estatua de un atleta desnudo del siglo IX, que se considera copia de un original del siglo V a. C.
La sección etnográfica consta de joyas, armas, útiles de cocina y baño, vestidos, alfombras, lápidas del período selyúcida y modelos de caravasares y madrasas del período otomano, entre otros objetos relacionados con la cultura tradicional turca.